# Schmitzhöhe-Holl
Holl ist ein Ortsteil der Gemeinde Lindlar, im Oberbergischen Kreis im Regierungsbezirk Köln, Nordrhein-Westfalen (Deutschland). 

## Lage und Beschreibung
Holl liegt südwestlich von Lindlar am östlichen Rand der Ortschaft Schmitzhöhe, mit der sie heute fest verwachsen ist. Sie darf nicht mit Holl bei Hinterrübach im Nordosten von Lindlar verwechselt werden.

## Geschichte
Die Topographia Ducatus Montani des Erich Philipp Ploennies, Blatt Amt Steinbach, belegt, dass der Wohnplatz bereits 1715 eine Hofstelle besaß, die als Holl beschriftet und als Freihof ausgezeichnet ist. 
Aus der Charte des Herzogthums Berg des Carl Friedrich von Wiebeking von 1789 geht hervor, dass der Ortsbereich zu dieser Zeit Teil der Honschaft Tüschen im Kirchspiel Hohkeppel im bergischen Amt Steinbach war.
Der Ort ist auf der Topographischen Aufnahme der Rheinlande von 1817 als Holl verzeichnet. Die Preußische Uraufnahme von 1845 zeigt den Wohnplatz ebenso unter dem Namen Holl. Ab der Preußischen Neuaufnahme von 1892 ist der Ort auf Messtischblättern regelmäßig als Holl verzeichnet.
1822 lebten 27 Menschen im als Hof kategorisierten Ort, der nach dem Zusammenbruch der napoleonischen Administration und deren Ablösung zur Gemeinde Hohkeppel der Bürgermeisterei Engelskirchen im Kreis Wipperfürth gehörte. Für das Jahr 1830 werden für den als Holl bezeichneten Ort 29 Einwohner angegeben. Der 1845 laut der Uebersicht des Regierungs-Bezirks Cöln als Hof kategorisierte Ort besaß zu dieser Zeit zwei Wohngebäude mit 24 Einwohnern, alle katholischen Bekenntnisses.
Die Gemeinde- und Gutbezirksstatistik der Rheinprovinz führt Holl 1871 mit sieben Wohnhäusern und 35 Einwohnern auf. Im Gemeindelexikon für die Provinz Rheinland von 1888 werden für Holl acht Wohnhäuser mit 33 Einwohnern angegeben. 1895 besitzt der Ort sieben  Wohnhäuser mit 42 Einwohnern und gehörte konfessionell zum katholischen Kirchspiel Hohkeppel, 1905 werden sechs Wohnhäuser und 39 Einwohner angegeben.
Aufgrund § 10 und § 14 des Köln-Gesetzes wurde 1975 die Gemeinde Hohkeppel aufgelöst und umfangreiche Teile in Lindlar eingemeindet. Darunter auch Schmitzhöhe mit Holl.

## Busverbindungen
- Haltestelle Neuschmitzhöhe:
  - 421 Lindlar - Immekeppel - Moitzfeld - Bensberg (RVK) - Werktags weiter als SB40 nach Köln Hbf.

## Sehenswürdigkeiten
- Das Fachwerkhofgebäude Schmitzhöhe-Holl 2/4 ist ein gelistetes Baudenkmal der Gemeinde Lindlar.
- Am Weg zwischen Schmitzhöhe-Holl und Müllemich steht das Holler Kreuz.[10][11]

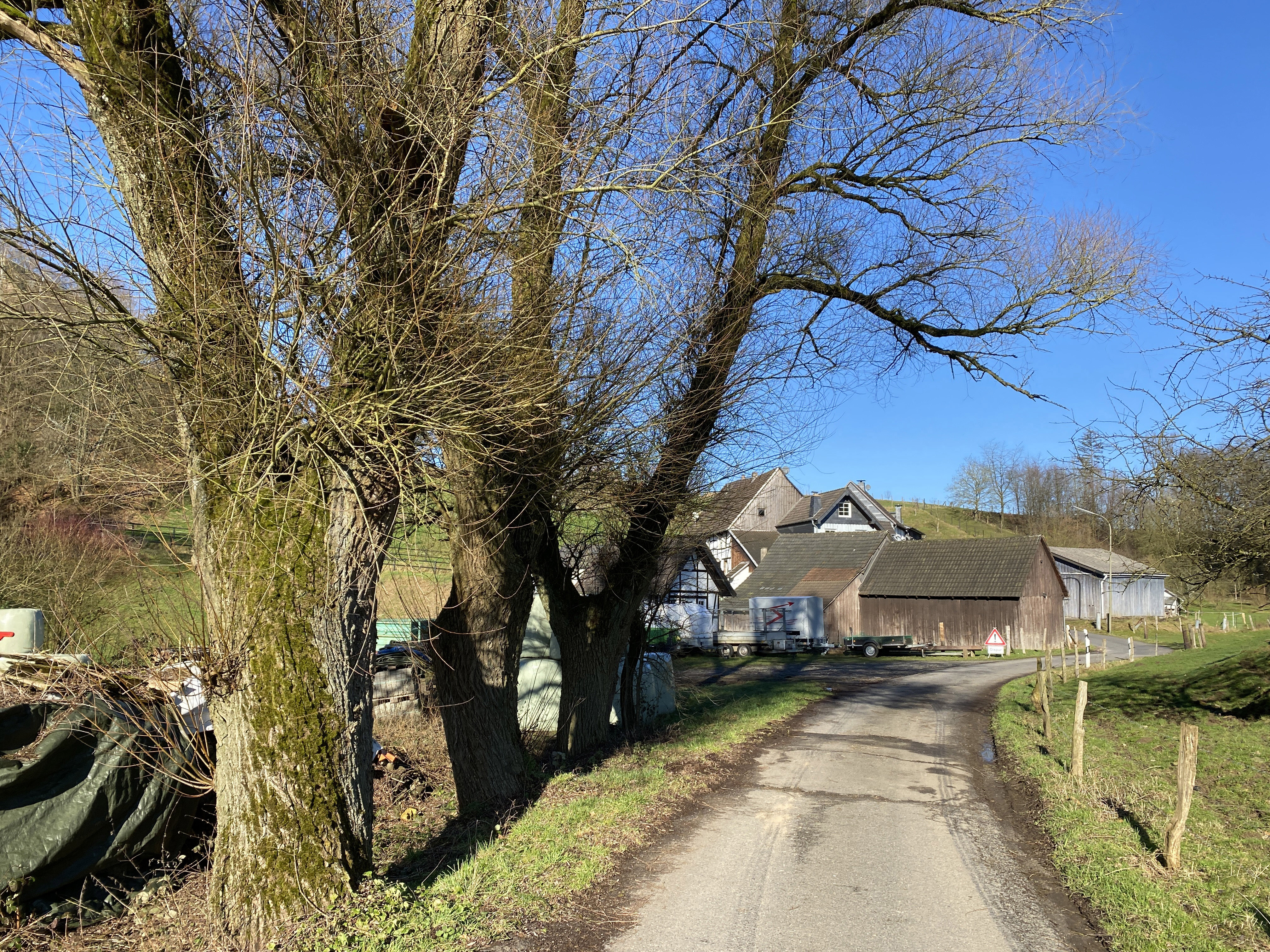
Schmitzhöhe-Holl
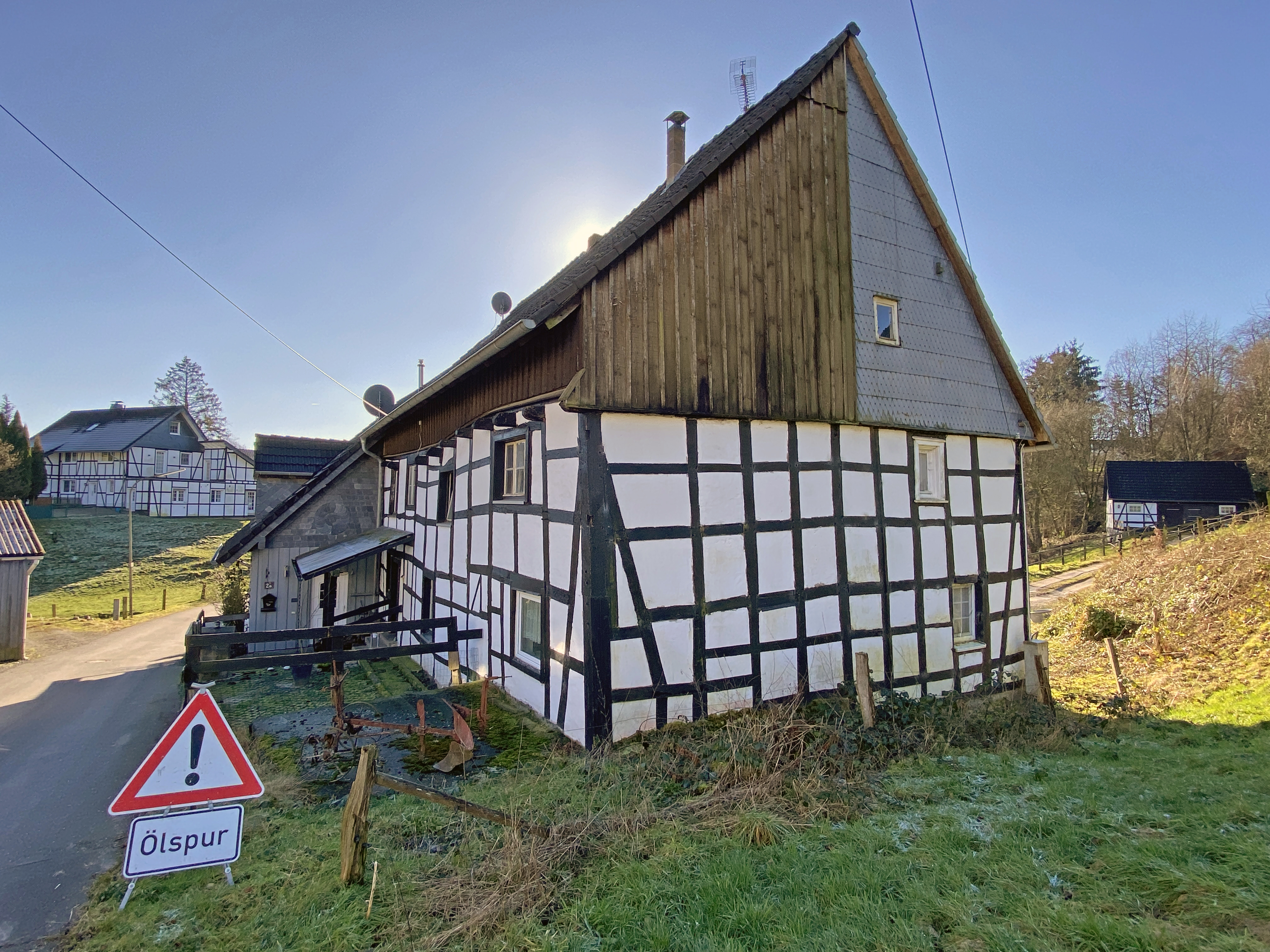
Baudenkmal Schmitzhöhe-Holl 2/2a/4
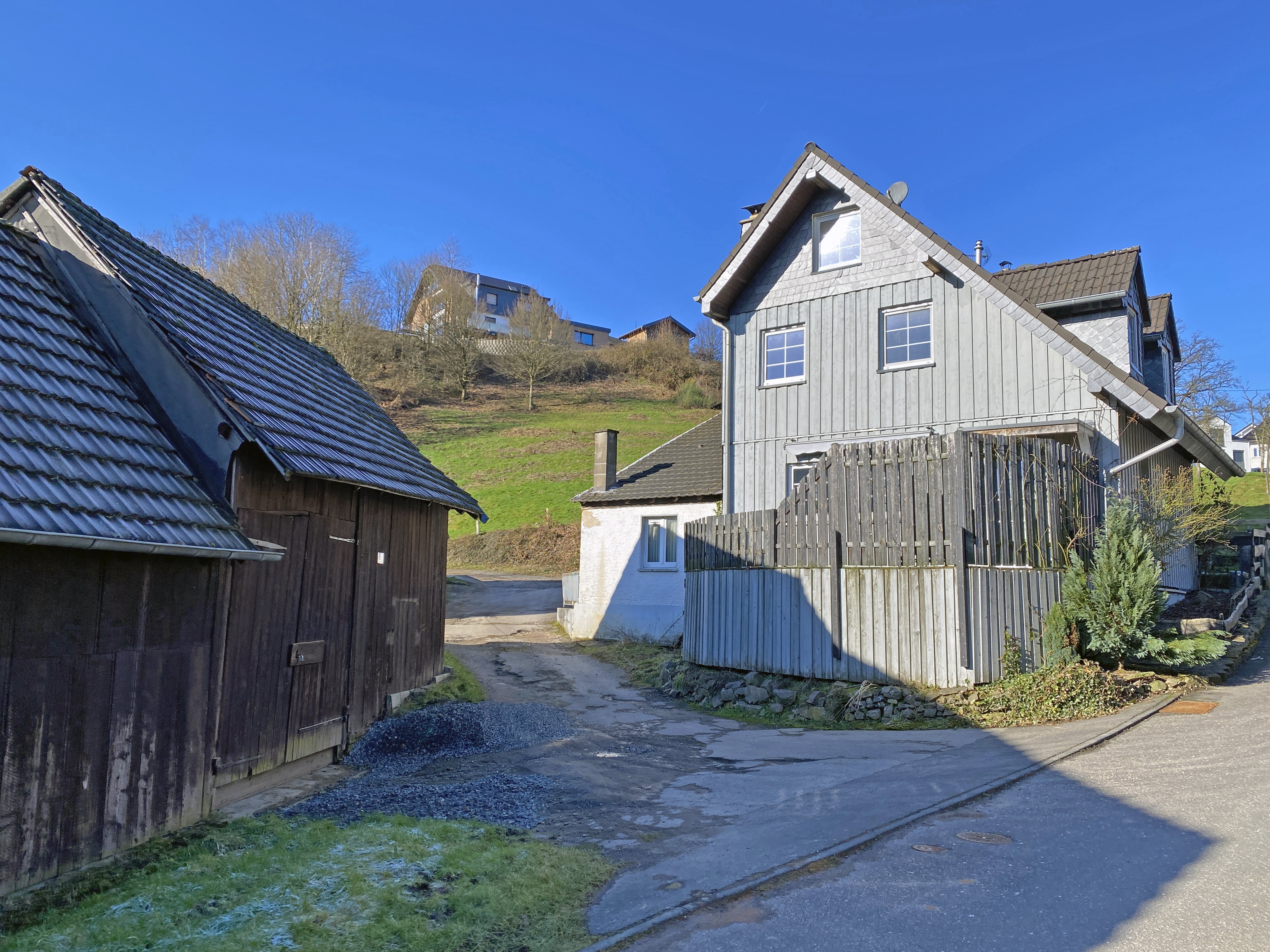
Schmitzhöhe-Holl 2/2a/4
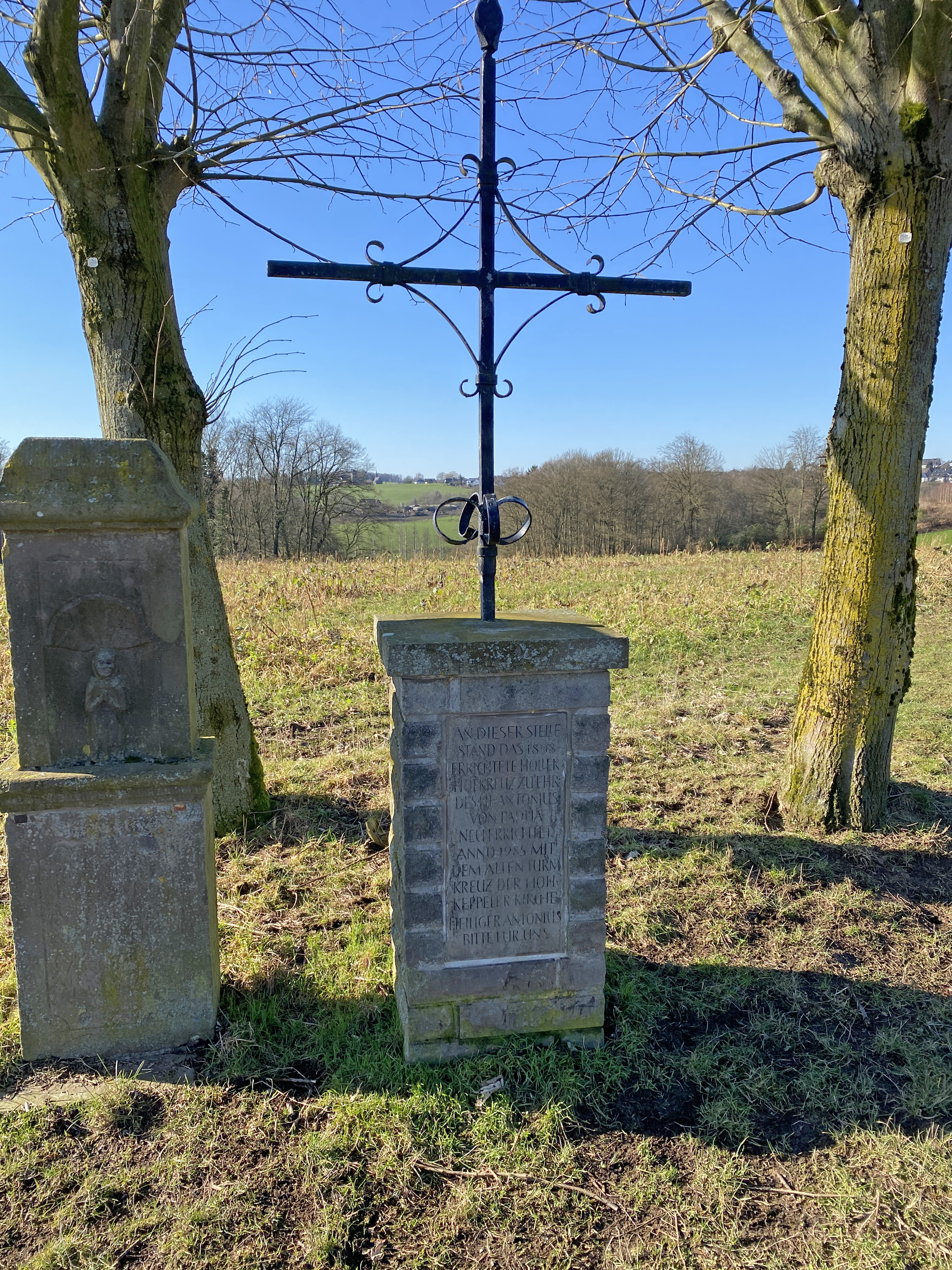
Holler Kreuz